# Castoridae
Castoridae é uma família de roedores da ordem Rodentia. Contém apenas duas espécies viventes.

## Classificação
- Família Castoridae
  - †Migmacastor
  - Subfamília †Agnotocastorinae (parafilético)
    - Tribo †Agnotocastorini
      - †Agnotocastor
      - †Neatocastor

    - Tribo †Anchitheriomyini
      - †Anchitheriomys
      - †Propalaeocastor
      - †Oligotheriomys

  - Subfamília †Palaeocastorinae
    - †Palaeocastor
    - †Capacikala
    - †Pseudopalaeocastor
    - Tribo †Euhapsini
      - †Euhapsis
      - †Fossorcastor

  - Subfamília †Castoroidinae
    - †Priusaulax
    - Tribo †Nothodipoidini
      - †Eucastor
      - †Microdipoides
      - †Nothodipoides

    - Tribo †Castoroidini (parafilético)
      - †Monosaulax
      - †Prodipoides
      - †Dipoides
      - †Castoroides
      - †Procastoroides

    - Tribo †Trogontheriini
      - †Trogontherium
      - †Boreofiber
      - †Euronexomys
      - †Youngofiber
      - †Asiacastor

  - Subfamília Castorinae
    - †Palaeomys ou †Chalicomys
    - †Steneofiber
    - †Zamolxifiber
    - †Romanofiber
    - †Schreuderia
    - †Sinocastor
    - †Hystricops
    - Castor - castores modernos